# Richard Sears
Richard Dudley »Dick« Sears, ameriški tenisač, * 26. oktober 1861, Boston, ZDA, † 8. april 1943, Boston.
Richard Sears je zmagovalec prvega Nacionalnega prvenstva ZDA med posamezniki leta 1881, skupno je dosegel sedem zaporednih zmag, naslov prvaka je držal do leta 1887. V edinem nastopu na Prvenstvu Anglije leta 1884 je izpadel v prvem krogu. Na Nacionalnem prvenstva ZDA je dosegel tudi šest zaporednih zmag v moških dvojicah, med letoma 1882 in 1887. Leta 1955 je bil ob ustanovitvi sprejet v Mednarodni teniški hram slavnih.

## Finali Grand Slamov

### Posamično (7)

#### Zmage (7)
| Leto | Turnir                       | Nasprotnik v finalu    | Rezultat finala    |
| 1881 | Nacionalno prvenstvo ZDA     | William E. Glyn        | 6–0, 6–3, 6–2      |
| 1882 | Nacionalno prvenstvo ZDA (2) | Clarence Clark         | 6–1, 6–4, 6–0      |
| 1883 | Nacionalno prvenstvo ZDA (3) | James Dwight           | 6–2, 6–0, 9–7      |
| 1884 | Nacionalno prvenstvo ZDA (4) | Howard Taylor          | 6–0, 1–6, 6–0, 6–2 |
| 1885 | Nacionalno prvenstvo ZDA (5) | Godfrey Brinley        | 6–3, 4–6, 6–0, 6–3 |
| 1886 | Nacionalno prvenstvo ZDA (6) | R. Livingston Beeckman | 4–6, 6–1, 6–3, 6–4 |
| 1887 | Nacionalno prvenstvo ZDA (7) | Henry Slocum           | 6–1, 6–3, 6–2      |

### Moške dvojice (6)

#### Zmage (6)
| Leto | Turnir                       | Partner      | Nasprotnika v finalu                    | Rezultat finala         |
| 1882 | Nacionalno prvenstvo ZDA     | James Dwight | Crawford Nightingale G M Smith          | 6–2, 6–4, 6–4           |
| 1883 | Nacionalno prvenstvo ZDA (2) | James Dwight | Alexander Van Rensselaer Arthur Newbold | 6–0, 6–2, 6–2           |
| 1884 | Nacionalno prvenstvo ZDA (3) | James Dwight | Alexander Van Rensselaer W.V.R. Berry   | 6–4, 6–1, 8–10, 6–4     |
| 1885 | Nacionalno prvenstvo ZDA (4) | Joseph Clark | Henry Slocum Wallace P. Knapp           | 6–3, 6–0, 6–2           |
| 1886 | Nacionalno prvenstvo ZDA (5) | James Dwight | Howard Taylor Godfrey Brinley           | 6–3, 6–0, 6–2           |
| 1887 | Nacionalno prvenstvo ZDA (6) | James Dwight | Howard Taylor Henry Slocum              | 6–4, 3–6, 2–6, 6–3, 6–3 |